# Sejmik

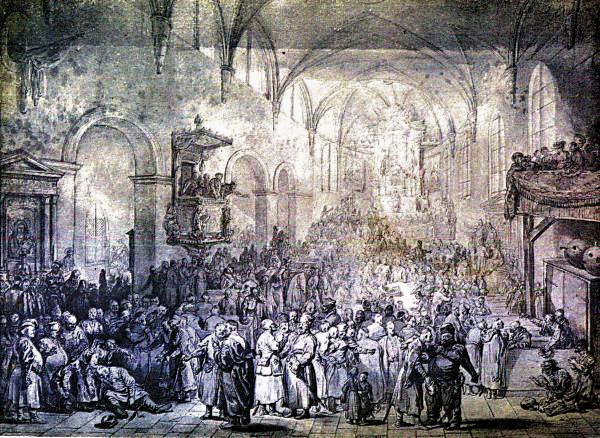
Sejmik in una chiesa di Jean-Pierre Norblin de La Gourdaine

Sejmik (pronuncia polacca: [ˈsɛjmʲik], diminutivo di sejm, occasionalmente tradotto come dietina; lituano: seimelis) fu il nome di vari parlamenti locali durante tutta la storia della Polonia. I primi sejmik erano assemble regionali nel Regno di Polonia, anche se acquisirono significativamente più influenza nell'era successiva della Confederazione polacco-lituana. I sejmik sorsero intorno alla fine del XIV e all'inizio del XV secolo ed esistettero fino alla fine della Confederazione nel 1795, in seguito alle spartizioni della Confederazione stessa. In forma limitata, alcuni sejmik esistettero nella Polonia spartita, e in seguito nella Seconda Repubblica di Polonia. Nella Polonia moderna, a partire dal 1999, il termine è stato fatto rivivere con il sejmik del voivodato (sejmik województwa), riferito al consiglio eletto di ciascuno dei 16 voivodati.
Le competenze dei sejmik variavano nel corso del tempo, e c'erano anche differenze geografiche. Spesso, numerosi tipi diversi di sejmik coesistevano nella stessa struttura di governo. Quasi sempre presieduti dal maresciallo del sejmik, i sejmik potevano spesso eleggere delegati al sejm nazionale, e talvolta potevano dare loro istruzioni vincolanti. I sejmik raggiunsero il culmine della loro importanza alla svolta del XVIII secolo, quando soppiantaromo effettivamente l'inefficiente sejm nazionale.

## Etimologia
Le parole sejm e sejmik derivano dall'antico ceco sejmovat, che significa "portare insieme" o "convocare".

## Storia
Le tradizioni del sejmik possono essere ricondotte all'istituzione del wiec, che precorre la nascita dello stato polacco. Essi originarono dai raduni della nobiltà, formati per fini militari e consultivi. Non vi è accordo tra gli storici circa la specifica data di origine dei sejmik, mentre è certo che, geograficamente, essi sorsero dapprima nella Polonia centrale (provincia della Grande Polonia), per diffondersi nelle altre province della Polonia durante il secolo successivo e, infine, entro il XVI secolo, nel Granducato di Lituania. I sejmik furono riconosciuti giuridicamente dagli Statuti di Nieszawa del 1454, in un privilegio concesso alla szlachta (nobiltà polacca) dal re Casimiro IV Jagellone, quando accettò di consultarsi con la nobiltà riguardo a certe decisioni. Lo scopo di Casimiro era quello di limitare, in questo modo, il potere crescente dei magnati (i membri più facoltosi e influenti della nobiltà), neutralizzandolo con la media nobiltà.
Con la creazione di un Sejm nazionale nel 1493, che assunse i poteri di imposizione e i pospolite ruszenie prima concessi ai sejmik a Nieszawa, i governi regionali persero parte della loro importanza, pur continuando a svolgere un ruolo rilevante nel governo della Polonia come la forma più diretta di affrancamento politico della nobilità.
Dopo l'Unione di Lublino nel 1569, la Confederazione polacco-lituana aveva circa 70 sejmik (dei quali, 24 erano nel Granducato di Lituania). Come nota Jacek Jędruch, il numero dei sejmik andò generalmente crescendo nei secoli successivi, fino ad arrivare a circa 100 alla svolta del XVIII secolo, che eleggevano 170 deputati (48 dalla Lituania): la maggior parte dei sejmik eleggevano 2 deputati, ma c'erano eccezioni. Wojciech Kriegseisen nota che fino alla fine del XVIII secolo, c'erano 44 sejmik nella Polonia propriamente detta (la Corona del Regno di Polonia), 24 in Lituania e 1 nella provincia di Livonia.
Il ruolo dei sejmik crebbe ancora alla fine del XVII secolo, con l'indebolirsi del potere centrale. I sejmik raggiunsero il picco della loro importanza alla svolta del XVIII secolo, quando spesso fissavano i propri limiti temporali, ossia estendevano i loro periodi autorizzati di funzionamento. Di fronte a un governo centrale inefficiente, con il Sejm nazionale spesso paralizzato dal liberum veto e la carica di starosta che perdeva molta della sua importanza, i sejmik amministravano una parte delle tasse e radunavano un loro esercito (wojsko powiatowe). Questo periodo, noto come il "governo dei sejmik" (rządy sejmikowe), fu interrotto dalle leggi promulgate dal Sejm Silenzioso (polacco: sejm niemy) del 1717, che sottrasse ai sejmik la maggior parte delle competenze fiscali e militari. Altre trasformazioni riguardarono il superamento del liberum veto e del voto all'unanimità.
Mentre la media nobiltà era stata la forza dominante nei sejmik durante il XVI secolo, nel Settecento i magnati divennero sempre più influenti. Essi erano infatti in grado di corrompere e controllare le masse della bassa nobiltà, i cui membri erano privi di istruzione e di ricchezze (la cosiddetta "clientela" dei magnati), ma avevano ugualmente diritto di voto nei sejmik. Tale situazione si determinava maggiormente nei sejmik della Lituania, essendo i magnati lituani più potenti di quelli polacchi. In questo modo i sejmik persero gran parte della loro funzione e divennero soprattutto un'occasione per i nobili più poveri di partecipare a festini e banchetti offerti dai magnati, durante i quali per di più spesso si ubriacavano e scatenavano risse, anche mortali.
I sejmik furono profondamente riformati dal Prawo o sejmikach, la legge sui sejm regionali, approvata il 24 marzo 1791 e successivamente incorporata nella Costituzione polacca di maggio. Questa legge modificò il sistema elettorale: per avere il diritto di voto un nobile doceva essere proprietario o affittuario di terre e pagare le tasse, o essere strettamente imparentato con un altro che avesse tali requisiti. Circa 300.000 su 700.000 nobili persero così i diritti elettorali, con loro grande rammarico. Un documento del 1792 elenca solo 47 sejmik.
Sebbene l'esistenza indipendente della Confederazione fosse finita con le spartizioni della Polonia nel 1795, l'istituzione del sejmik continuò, anche se in maniera più limitata. I sejmik sopravvissero quindi, con varie funzioni, sia nel Granducato di Polonia, sia nei territori lituani incorporati nell'Impero russo.. Strutture analoghe si conservarono anche nella spartizione prussiana e, sia pure con un nome diverso da quello di sejmik, anche nella spartizione austriaca e nella spartizione russa.
Quando la Polonia riacquistò l'indipendenza, i sejmik provinciali furono restaurati nella Seconda Repubblica di Polonia, sebbene fossero chiamati sejm piuttosto che sejmik.: il Sejm della Lituania Centrale, i tre sejm dei voivodati (Slesia, Grande Polonia e Pomerania) e i seimik di contea (264 nel 1939). Queste istituzioni cessarono con l'occupazione della Polonia durante la Seconda guerra mondiale e non furono ricostituite nell'era della Polonia comunista.
I sejmik furono fatti rivivere ancora dopo la caduta del comunismo nella Polonia moderna. Fin dal 1999, il termine sejmik (per esteso, sejmik województwa) si usa per riferirsi al consiglio eletto di ciascuno dei 16 voivodati o regioni (vedi sejmik del voivodato). La parola sejmik fu scelta dai legislatori per eliminare il termine rada wojewódzka (consiglio del voivodato), che evocava ricordi dei consigli popolari dei voivodati durante l'era della Polonia comunista.

## Sejmik della Confederazione polacco-lituana

### Caratteristiche
I sejmik si tenevano di solito in un grande campo aperto. La nobiltà eleggeva un ufficiale presidente (marszałek sejmiku: "maresciallo del sejmik"), il cui ruolo era analogo al maresciallo del sejm nei Sejm nazionali. (Oggi il termine viene usato per indicare il presidente del comitato esecutivo del voivodato piuttosto che il presidente del sejmik stesso.) Inizialmente il potere di convocare i sejmik spettava al re, ma in seguito fu attribuito al maresciallo e, in alcuni casi, anche ai voivodi e agli starosti.
Fino alle riforme della Costituzione di maggio, tutti i nobili residenti nel territorio interessato potevano partecipare al sejmik. Tuttavia la partecipazione era assai scarsa: si stima che la maggior parte dei sejmik attirasse solo dal 4 al 6% degli aventi diritto.

### Tipi

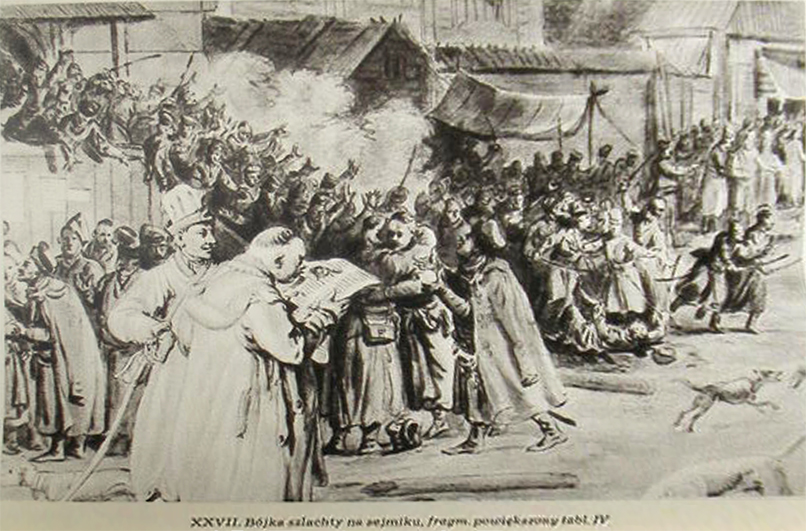
Nobili che si azzuffano in un sejmik, Jean-Pierre Norblin de La Gourdaine

Gli storici distinguono vari tipi di sejmik, secondo il loro ambito geografico:
- generali (polacco: generalny, latino conventiones generales), tenuti nella Poloni occidentale (Grande Polonia) a Koło, nella Polonia meridionale (Piccola Polonia) a Nowe Miasto Korczyn, in Masovia a Varsavia, in Rutenia a Sadowa Wisznia e in Lituania a Volkovysk.[8][39] I sejmik generali erano composti da delegati eletti nei sejmik provinciali e da senatori.[8] Il loro scopo era concordare una posizione per il Sejm Generale (Sejm Walny) ed emanare istruzioni per i deputati su come si riteneva che dovessero votare durante il Sejm Generale.[8] Le competenze dei sejmik generali erano definite dai precedenti e dalle consuetudini piuttosto che dalla legge: in determinate fasi storiche essi poterono anche intervenire in vario modo sulla legislazione nazionale.[39] Intorno al XVII secolo i sejmik generali, diversamente da quelli provinciali, furono per lo più abbandonati;[8][40]
- provinciali, territoriali, del voivodato o della contea (polacco: ziemski, latino conventiones particulares, conventiones terrestrae). I nomi di questi sejmik variavano a seconda del loro livello amministrativo e delle tradizioni locali.[11] Una gerarchia teorica (che non esistette quasi mai in pratica) poteva essere tracciata partendo dai sejmik del powiat (contea), muovendosi verso l'alto fino ai sejmik della ziemia (territorio), del voivodato, generali (di parecchi voivodati) e provinciali, per finire con il sejm finale, nazionale.[11][41] La distribuzione e l'importanza dei sejmik tra i diversi territori era molto varia.[11][42] L'importanza dei sejmik locali cominciò a diminuire con la formazione del sejm nazionale. Perciò i sejmik locali furono relegati a occuparsi di materie locali e ad eleggere i deputati ai Sejmik Generali,[8] salvo riacquistare importanza nella seconda metà del Seicento, con la crisi del Sejm centrale.[14]

Kriegseisen, citando Adam Lityński, sostiene che vi era un solo tipo di sejmik e che l'unica differenza tra i vari sejmik era lo scopo per il quale erano convocati. Nondimeno altri studiosi distinguono spesso tra diversi tipi di sejmik. Juliusz Bardach e Jędruch, ad esempio, suddividono i sejmik in base al loro scopo come segue:
- i sejmik pre-sejm (polacco: przedsejmowe) erano convocati dal re che mandava un breve (legacja królewska) a ogni sejmik, delineando le ragioni per le quali si sarebbe tenuto il successivo sejm.[8] Tali sejmik eleggevano da uno a sei deputati (poslowie), secondo la dimensione e l'importanza del territorio del sejmik, al Sejm Generale "ordinario" (polacco: Sejm Walny) che si teneva ogni due anni, e a qualsiasi Sejm Generale "straordinario" che potesse essere convocato in qualsiasi momento per un'emergenza.[8]
- i sejmik relazionali o di rapporto (polacco: relacyjne) ascoltavano i rapporti dei deputati ritornati dal Sejm Generale, di solito illustrando la legge (konstytucje sejmowe) decretata dal Sejm.[8] Essi approvavano specifiche istruzioni per l'esecuzione dei decreti del sejm e altre risoluzioni locali.[14][39] Questi sejmik potevano inoltre ricevere richieste speciali dal re, ad esempio per riconsiderare la decisione presa su certe questioni.[8] Essi sejmik sorsero nel XVI secolo;[14]
- i sejmik elettorali (polacco: elekcyjne) eleggevano i più alti funzionari dei voivodati, giudici in particolare.[8][39] Convocati a cadenze variabili (molte cariche erano a vita),[8] indicavano una rosa di candidati, fra i quali il re effettuava la nomina finale.[14] Sorsero nel XVI secolo;[14]
- i sejmik deputazionali o giudiziari (polacco: deputackie) si riunivano a cadenza annuale ed eleggevano i deputati (deputaci) ai tribunali (Tribunale della Corona e Tribunale lituano) dai tempi del re Stefano Báthory in poi (dal 1578 in Polonia, e dal 1581 in Lituania);[8][14][39]
- i sejmik amministrativi o economici (polacco: gospodarcze) sovrintendevano all'autogoverno dei voivodati. Attraverso i loro decreti, chiamati laudas, si occupavano per lo più di questioni fiscali ed economiche, del reclutamento militare locale e dell'elezione dei deputati ai tribunali del Tesoro. Si originarono all'inizio del XVI secolo;[14][39]
- i sejmik incappucciati (polacco: kapturowe) avevano poteri speciali durante un interregno.[8] Organizzati in confederazioni, dovevano il nome ai cappucci indossati nel periodo di lutto regale. Iniziarono con l'interregno del 1572.[14][39]

## Valutazione e storiografia
Kriegseisen nota che l'istituzione dei sejmik acquistò una reputazione negativa dopo le spartizioni di Polonia, ed è stata descritta come uno degli eleementi disfunzionali del sistema politico polacco che contribuì alla caduta della Confederazione. Egli mette però in guardia contro tali valutazioni semplicistiche, e le riconduce alle pubblicazioni del XVIII secolo le cui opinioni negative sui sejmik sono state raramente contestate da allora. Lo stereotipo di un gruppo di nobili ubriachi e che si azzuffano, trovato in qualche opera letteraria, non dovrebbe essere considerato rappresentativo, specie al di fuori del periodo di declino dei sejmik nel XVIII secolo. Egli sostiene che sebbene siano sopravvissute molte descrizioni sensazionalistiche di dissolutezza, rissosità o vera e propria violenza sanguinaria, ciò avvenne perché si trattava appunto di sensazionalismi che dovrebbero essere considerati come eccezioni rispetto ai lunghi, spesso monotoni, ma solitamente costruttivi procedimenti che erano molto più comuni.
Kriegseisen rileva anche che c'è un mito sull'unicità dei sejmik della Polonia, e nota che, invece, istituzioni simili di autogoverno e di partecipazione parlamentare regionale da parte della nobiltà si possono trovare anche in altri luoghi, come in Ungheria e in varie province tedesche (Slesia, Prussia, Brandenburgo).